# Нікола-Маміт 1
Нікола-Маміт 1 (англ. Nicola Mameet 1) — індіанська резервація в Канаді, у провінції Британська Колумбія, у межах регіонального округу Томпсон-Нікола.

## Населення
За даними перепису 2016 року, індіанська резервація нараховувала 532 особи, показавши скорочення на 11,8%, порівняно з 2011-м роком. Середня густина населення становила 11,6 осіб/км².
З офіційних мов обидвома одночасно володіли 10 жителів, тільки англійською — 520. Усього 80 осіб вважали рідною мовою не одну з офіційних, з них усі — одну з корінних мов.
Працездатне населення становило 55% усього населення, рівень безробіття — 27,3%.
Середній дохід на особу становив $23 705 (медіана $17 045), при цьому для чоловіків — $24 651, а для жінок $22 700 (медіани — $17 216 та $16 704 відповідно).
27,8% мешканців мали закінчену шкільну освіту, не мали закінченої шкільної освіти — 32,9%, 38% мали післяшкільну освіту, з яких 16,7% мали диплом бакалавра, або вищий.
| Статево-вікова структура населення | Статево-вікова структура населення | Статево-вікова структура населення | Статево-вікова структура населення | Статево-вікова структура населення |
| ---------------------------------- | ---------------------------------- | ---------------------------------- | ---------------------------------- | ---------------------------------- |
|                                    |                                    |                                    |                                    |                                    |
| Всього                             | Всього                             | 51,9%48,1%                         |                                    |                                    |
| 0 — 14 років                       | 0 — 14 років                       |                                    | 24,8%                              | 24,8%                              |
| 15 — 64 років                      | 15 — 64 років                      |                                    | 64,8%                              | 64,8%                              |
| 65 і більше                        | 65 і більше                        |                                    | 10,5%                              | 10,5%                              |
| Середній вік (років)               | Середній вік (років)               | 35,335,2                           | 35,3                               | 35,3                               |
| Медіана (років)                    | Медіана (років)                    | 31,533,8                           | 33,5                               | 33,5                               |
| — чоловіки — жінки                 |                                    |                                    |                                    |                                    |

| Походження мешканців:     | Походження мешканців:     | Походження мешканців: | Походження мешканців: | Походження мешканців: |
| ------------------------- | ------------------------- | --------------------- | --------------------- | --------------------- |
| Походження                |                           |                       | осіб                  | %                     |
| Корінні американці        | Корінні американці        |                       | 500                   | 93.46%                |
| Інше північноамериканське | Інше північноамериканське |                       | 10                    | 1.87%                 |
| Європейське               | Європейське               |                       | 110                   | 20.56%                |
| британське                | британське                |                       | 50                    | 9.35%                 |
| французьке                | французьке                |                       | 25                    | 4.67%                 |
| Латинськоамериканське     | Латинськоамериканське     |                       | 10                    | 1.87%                 |

## Клімат
Середня річна температура становить 7,1°C, середня максимальна – 22,1°C, а середня мінімальна – -11,9°C. Середня річна кількість опадів – 337 мм.
| Клімат поселення                              | Клімат поселення | Клімат поселення | Клімат поселення | Клімат поселення | Клімат поселення | Клімат поселення | Клімат поселення | Клімат поселення | Клімат поселення | Клімат поселення | Клімат поселення | Клімат поселення | Клімат поселення |
| Показник                                      | Січ.             | Лют.             | Бер.             | Квіт.            | Трав.            | Черв.            | Лип.             | Серп.            | Вер.             | Жовт.            | Лист.            | Груд.            |                  |
| Середній максимум, °C                         | 2,52             | 6,28             | 10,62            | 14,38            | 18,66            | 22,10            | 21,57            | 21,65            | 17,01            | 11,16            | 4,95             | −0,08            |                  |
| Середня температура, °C                       | −4,68            | −0,93            | 3,42             | 7,18             | 11,48            | 14,92            | 17,89            | 17,96            | 13,34            | 7,48             | 1,27             | −3,77            |                  |
| Середній мінімум, °C                          | −11,88           | −8,12            | −3,78            | −0,02            | 4,27             | 7,69             | 14,20            | 14,29            | 9,67             | 3,81             | −2,42            | −7,45            |                  |
| Норма опадів, мм                              | 33               | 20               | 17               | 17               | 30               | 38               | 30               | 22               | 26               | 29               | 37               | 38               |                  |
| Середньомісячна швидкість вітру, м/с          | 2.10             | 2.20             | 2.48             | 2.76             | 2.50             | 2.40             | 2.30             | 2.10             | 1.90             | 2.02             | 2.10             | 2.10             |                  |
| Середньомісячна сонячна радіація, кДж/м²·день | 3343             | 6530             | 11034            | 16027            | 19545            | 21114            | 22224            | 19009            | 13544            | 7657             | 3771             | 2610             |                  |
| --------------------------------------------- | ---------------- | ---------------- | ---------------- | ---------------- | ---------------- | ---------------- | ---------------- | ---------------- | ---------------- | ---------------- | ---------------- | ---------------- | ---------------- |
| Джерело:                                      |                  |                  |                  |                  |                  |                  |                  |                  |                  |                  |                  |                  |                  |